# Kloster Benavides
Das Kloster Benavides (Real Monasterio de Santa María de Benavides, auch Bene-Vivas) war eine Zisterzienserabtei in der Region Kastilien-León in Nordspanien. Das Kloster lag im heutigen Caserío de Benavides in der Gemeinde Boadilla de Rioseco.

## Geschichte
Das Kloster wurde im Jahr 1169 von der Gräfin Estefania Ramirez, der Witwe des Grafen Ponce de Minerva, als Tochterkloster von Kloster Sobrado ursprünglich in Valverde de Campos (ca. 5 km südlich von Medina de Rioseco, Provinz Palencia) gegründet, aber um 1179 auf ein von König Alfons VIII. geschenktes Gelände in Benavides verlegt. Es gehörte damit der Filiation der Primarabtei Clairvaux an. Von dem Kloster ging die Tochtergründung Kloster La Vega aus. Das Kloster entwickelte sich um 1250 unter der Förderung durch Rodrigo Gonzàles Girón, dem Haushofmeister (Mayordomo del Rey) Ferdinands III. (reg. 1217/1230–1252). Die Abtei bestand bis in die Zeit der Napoleonischen Kriege. Im Rahmen der Verstaatlichung der Kirchengüter in Spanien wurde die Anlage im Jahr 1841 verkauft und abgerissen.